# Hydro-Man
Morris « Morrie » Bench, alias Hydro-Man est un super-vilain évoluant dans l'univers Marvel de la maison d'édition Marvel Comics. Créé par le scénariste Dennis O'Neil et le dessinateur John Romita, Jr., le personnage de fiction apparaît pour la première fois dans le comic book The Amazing Spider-Man #212 en janvier 1981.
C'est l'un des ennemis récurrents du héros Spider-Man.

## Biographie du personnage

### Origines
Le marin Morris Bench est accidentellement poussé à l'eau par Spider-man, alors qu'un générateur expérimental était testé dans l'océan. La structure cellulaire de Bench est alors bombardée de rayons et altérée. Sauvé, il constate que son corps génère dorénavant de l'eau en permanence, et qu'il peut se convertir totalement sous une forme liquide.
Se faisant surnommer Hydro-Man, il rencontre un jour Spider-Man qui le vainc, le Tisseur réussissant à le faire s'évaporer.

### Parcours
Quelques semaines plus tard, Bench parvient à se reconstituer sur le toit d'un immeuble de New York. Il retourne dans son pub préférée pour s'apercevoir que son amie, Sadie, est courtisée par William Baker, alias l'Homme-sable. Les deux criminels commencent à se battre, mais finissent par s'allier contre leur ennemi commun, Spider-Man.
Au cours d'un combat, Spider-Man les force à se percuter, formant ainsi un être boueux fait d'eau et de sable, très fort mais peu intelligent. La créature cherche ensuite à retrouver Sadie chez elle. Celle-ci, pensant faire fortune, se sert de cette créature sous son contrôle pour un spectacle. Mais le monstre devint fou ; il est finalement stoppé par des policiers. Par la suite, les deux hommes réussissent par hasard à se séparer et se quittent.
Hydro-Man fait ensuite partie du Sinistre Syndicat (en) (« Sinister Syndicate ») avec Boomerang, Hardshell, le Rhino, le Scarabée (Abner Jenkins), le Shocker et Speed Demon.
Plus récemment, on l'a revu au sein des Maîtres du Mal et des Terrifics (en) (« Frightful Four »).

## Pouvoirs et capacités
Morris Bench peut transformer tout ou partie de son corps en une substance liquide semblable à de l'eau. Sous cette forme, il peut contrôler mentalement chaque goutte qui le constitue.
Sous sa forme liquide, il peut faire passer son corps sous les portes ou dans des tuyaux. Il peut se mélanger ou absorber de l’eau ordinaire déjà existante dans son environnement, utilisant souvent cette faculté pour accroître sa masse et son volume. Il peut également se transformer en glace ou en vapeur. Depuis qu'il a acquis ses pouvoirs, Hydro-Man affirme qu'il n'a pas vieilli.
Grâce à l'utilisation d'équipements sophistiqués, le Sorcier a amélioré ses pouvoirs. Ces améliorations artificielles lui ont accordé un contrôle plus précis des plans d'eau et de l'humidité près de lui. Toutefois, le Sorcier a aussi réduit la cohésion moléculaire de Bench et a conçu une machine lui permettant de réduire Hydro-Man à l’état d'une masse de liquide inerte si nécessaire, afin de s’assurer de sa loyauté. 
En complément de ses pouvoirs, Morris Bench possède une vaste expérience dans les techniques de combat de rue, en raison de son passé de criminel avant sa transformation. 
- Du fait de sa physiologie atypique, Hydro-Man possède une force légèrement surhumaine, lui permettant de soulever jusqu'à 500 kg.
- Il peut comprimer puis projeter son corps avec une forte pression, comme un Kärcher.
- Il peut accroire sa masse en fusionnant avec de l'eau, mais par la suite, à du mal à redevenir solide car il ne contrôle pas vraiment ce surplus d'eau.
- Ne possédant plus d'organes, il ne craint pas les coups qui tueraient un être humain ordinaire. Par ailleurs, son cerveau n'étant plus organique, sa conscience se retrouve stockée dans chacune des gouttes qui le constituent. Toutefois, certaines substances peuvent l'endurcir (comme le ciment ou le béton) ou le faire se sentir malade (comme les extincteurs ou le chlore).

## Apparitions dans d'autres médias

### Cinéma
- Dans le film Spider-Man: Far From Home (2019), Spider-Man et Mystério affrontent l'Elémental de l'Eau à Venise, une créature provenant supposément d'une autre dimension et manipulant l'eau. En lisant un article racoleur sur BuzzFeed, Flash Thompson apprend qu'il pourrait s'agir d'un certain Morris Bench (le nom du personnage dans le comics), transformé par une expérience. Néanmoins, Peter découvre peu après que cette créature n'est qu'une illusion créée par Mystério afin de se faire passer pour un héros et ainsi gagner la confiance des autres personnages pour leur subtiliser une technologie Stark.

### Télévision
- 1995-1998 : Spider-Man, l'homme-araignée (série d'animation) - Hydro-Man apparaît une première fois dans la seconde saison. Il est amoureux de Mary Jane Watson mais il est vaincu par Spider-Man qui le fait s'évaporer. Durant la dernière saison, il revient à New York après avoir de nouveau enlevé Mary-Jane. Spider-Man apprend alors que cet Hydro-Man n'est qu'un clone créé par un scientifique ayant récupéré son ADN. Le clone était tellement parfait qu'il conservait ses souvenirs et ses émotions, à tel point qu'il avait ordonné au scientifique de créer une nouvelle Mary-Jane, disposant des mêmes pouvoirs, à la place de la véritable, perdue dans une autre dimension. Ne pouvant plus contrôler ses créations, le scientifique les détruit en les faisant s'évaporer et Spider-Man perd une nouvelle fois Mary-Jane.
- 2016 : Ultimate Spider-Man (série d'animation)